# ڑ
Rraʿ ou ṛa ‹ ڑ › est une lettre additionnelle de l'alphabet arabe utilisé en kashmiri, ourdou, pendjabi, saraiki.

## Utilisation
En kashmiri écrit avec l’alphabet arabe kashmiri et en ourdou, ‹ ڑ › retranscrit le son [ɽ],, aussi représentée avec ṛa ‹ ड़ › avec l’écriture devanagari.
En pendjabi écrit avec l’alphabet shahmukhi et en saraiki écrit avec l’alphabet arabe saraiki, ‹ ڑ › retranscrit le son [ɽ],, aussi représentée avec ṛaṛa ‹ ੜ › dans l’écriture gurmukhi.

## Sources
- (en) Peter T. Daniels, « The type and spread of Arabic script », dans The Arabic Script in Africa, Brill, coll. « Studies in Semitic Languages and Linguistics » (no 71), 2014, 25–39 p. (DOI 10.1163/9789004256804_003)
- (en) Alan S. Kaye, « Adaptations of Arabic script », dans Peter T. Daniels, William Bright, The World’s writing systems, Oxford et New York, Oxford University Press, 6 juin 1996, xlvi + 920 (ISBN 978-0-19-507993-7)
- (en) Muhammad Ahsan Wagha, The development of Siraiki language in Pakistan (thèse de Ph.D.), Londres, School of Oriental and African Studies (University of London), 1997 (lire en ligne)